# アバニ・グレッグ
アバニ・ルビー・グレッグ (Avani Ruby Gregg、2002年？11月23日 -) は、アメリカ合衆国のインターネットセレブリティとメイクアップアーティスト。